# Spinnin': 6000 millones de personas diferentes
Spinnin': 6.000 millones de personas diferentes és una pel·lícula espanyola dirigida i amb guió de Eusebio Pastrana que es va estrenar el 21 de novembre de 2008.

## Argument
Gárate i Omar són una parella gai que viu al Madrid de 1995. Omar vol ser pare però Gárate no està tan segur perquè diu que encara és un nen i els nens no són pares, però en realitat li espanta la paternitat per la difícil relació que ha tingut amb el seu propi pare, amb el qual només té en comú ser aficionat de l'Atlètic de Madrid i l'amor per la seva mare morta.
Omar remena dues possibilitats per a ser pare, una parella de lesbianes amiga seva que volen ser mares i la seva millor amiga amb la qual va fer un pacte fa temps. Però totes dues opcions es veuen frustrades, la primera perquè la parella de lesbianes decideix que no vol compartir la seva maternitat amb una tercera persona, i la segona perquè l'amiga d'Omar viu molt lluny aquest no vol ser pare a distància. Al final coneixen a Kela, una dona embarassada i seropositiva la parella del qual acaba de morir pel sida, i decideixen que un d'ells es casi amb ella per a així ser pares del seu fill.
El bebè neix el dia que l'Atlètic gana la lliga del triplet i li posen de nom Fernando Torres. Després del naixement Kela se suïcida i la parella d'homes ha de criar al nen en solitari.
A través d'aquesta trama i amb Gárate com a fil conductor, coneixem les històries d'altres personatges que habiten en el seu món del madrileny barri de Chueca: l'amic que intenta fer un documental; el quiosquer que ha de replantejar-se la seva vida; la nena, defensada com a advocat per Omar, que ha de deixar a la família que coneix a la recerca d'una altra més 'normal' després de morir una de les seves mares lesbianes o la de Kela que anava buscant una parella pel carrer. Amb tots ells aprendrem que són mals temps per als superherois, que l'amor té arestes i les seves ferides són les que ens mantenen vius; o que tots som diferents, i per a poder viure amb això, hem de tractar a tothom per igual.

## Repartiment
- Alejandro Tous: Gárate
- Olav Fernández: Omar
- Zoraida Kroley: Kela
- Agustín Ruiz: García
- Eduardo Velasco: Useless
- Rubén Escámez: Skai-Walker
- Arantxa Valdivia: Jana
- Carolina Touceda: Luna
- Mario Martín: Zamora
- Charo Soria: Sara

## Premis
- Millor Llargmetratge al Festival Internacional de Cinema Gai i Lèsbic de Barcelona[2]
- LesGaiCineMad (2007): Premi del públic al millor llargmetratge i del jurat al millor actor Alejandro Tous.[3]